# Mika Waltari
Mika Toimi Waltari (Helsinki, 19 settembre 1908 – Helsinki, 26 agosto 1979) è stato uno scrittore, giornalista, poeta, sceneggiatore, drammaturgo e traduttore finlandese.
È conosciuto soprattutto per i suoi romanzi storici, tra cui Sinuhe l'egiziano, dal quale è stata tratta anche una versione cinematografica di successo.

## La giovinezza
Waltari nacque ad Helsinki e perse suo padre, un pastore luterano, all'età di cinque anni. Da ragazzo fu testimone della guerra civile finlandese. Più tardi si iscrisse all'Università di Helsinki come studente di teologia, secondo il volere della madre, ma presto l'abbandonò per studiare filosofia, estetica e letteratura, laureandosi nel 1929.
Da studente, collaborò a diverse riviste scrivendo poesie e racconti, pubblicando il suo primo libro nel 1925. Nel 1927 si recò a Parigi dove scrisse il suo primo romanzo, La grande illusione, una storia di vita bohémienne. Come stile, il romanzo può considerarsi l'equivalente finlandese delle opere degli scrittori statunitensi della generazione perduta: ad esempio nel suo romanzo storico L'avventuriero, ambientato nel XVI secolo, il protagonista è un finlandese che si reca a Parigi per i suoi 20 anni, conducendovi una vita da bohémien.
Waltari, per un certo periodo, fu membro del movimento letterario di stampo liberale Tulenkantajat, benché il suo orientamento politico fosse conservatore. Si sposò nel 1931 ed ebbe una figlia, Satu, che a sua volta divenne scrittrice.
Negli anni trenta e quaranta lavorò febbrilmente come giornalista e critico, scrivendo per numerosi giornali e riviste e viaggiando attraverso tutta l'Europa; diresse inoltre la rivista Suomen kuvalehti. Nello stesso tempo continuò a scrivere libri di vario genere, spaziando tra diversi generi letterari. La sua attività frenetica peggiorò il suo disturbo bipolare; soffrì inoltre spesso di insonnia e depressione, fino a dover essere talvolta ricoverato in ospedale.
Waltari partecipò, spesso con successo, a numerosi concorsi letterari; uno di questi decretò il successo di uno dei suoi personaggi più noti, l'ispettore Palmu, un burbero investigatore della polizia di Helsinki protagonista di tre racconti gialli, dei quali si ebbe anche una trasposizione cinematografica (esiste anche un quarto film con l'ispettore Palmu, ma Waltari non intervenne nella stesura).
Waltari scrisse inoltre le sceneggiature del popolare cartone animato Kieku ja Kaiku e scrisse Aiotko kirjailijaksi, una sorta di guida per aspiranti scrittori che influenzò molti giovani scrittori finlandesi dell'epoca, tra cui Kalle Päätalo.

## Seconda guerra mondiale e fama internazionale
Durante la seconda guerra mondiale, Waltari lavorò al centro informazioni del governo, mettendo le sue capacità di scrittore al servizio della propaganda politica.
Il 1945 vide la pubblicazione del primo e più importante successo editoriale di Waltari, il romanzo storico Sinuhe l'egiziano, in cui il tema della corruzione dei valori umani in un mondo materialista sembrò stranamente d'attualità sul finire della guerra. Il libro divenne un best seller internazionale e nel 1954 la trama fu adattata dal cinema di Hollywood per un film dallo stesso titolo.
Waltari scrisse altri sette romanzi storici ambientati in varie culture antiche, tra i quali L'angelo nero, la cui trama si svolge durante l'assedio di Costantinopoli nel 1453. In questi romanzi Waltari esprime il suo fondamentale pessimismo e, in due romanzi ambientati durante l'impero romano, i suoi convincimenti cristiani. Dopo la guerra scrisse anche numerosi racconti, dimostrando particolare maestria in questo genere. Nel 1957 divenne membro dell'Accademia finlandese e nel 1970 ricevette una laurea ad honorem dall'Università di Turku.
Waltari è stato uno dei più prolifici scrittori finlandesi. Ha scritto complessivamente 29 romanzi, 15 racconti lunghi, 6 raccolte di racconti, 6 raccolte di poesie e 26 sceneggiature sia per il cinema sia per la radio. Ha inoltre eseguito traduzioni e scritto centinaia di articoli. È uno tra gli scrittori finlandesi più conosciuti, poiché le sue opere sono state tradotte in più di 40 lingue.

## Libri tradotti in italiano
- Il podere (Vieras mies tuli taloon, 1937), Milano, Garzanti, 1954
- Chi ha ucciso la signora Skrof? (Kuka murhasi rouva Skrofin?, 1939), Milano, Garzanti, 1955
- Fine Van Brooklyn (1939), traduzione di Ernesto Boella, Milano, Iperborea, 1995
- Sinuhe l'egiziano (Sinuhe egyptiläinen, 1945), traduzione di Maria Gallone, Milano, Rizzoli, 1978, 1989
- L'avventuriero (Mikael Karvajalka, 1948), Milano, Garzanti, 1952
- Il vagabondo (Mikael Hakim, 1949), Milano, Garzanti, 1953
- L'angelo nero (Johannes Angelos, 1952), Milano, Garzanti, 1954
  - Gli amanti di Bisanzio, Iperborea, 2014
- Turms l'etrusco (Turms kuolematon, 1955), traduzione di Maria Gallone, Milano, Rizzoli, 1957
- Marco il romano (Valtakunnan salaisuus, 1959), traduzione di Maria Gallone, Milano, Biblioteca universale Rizzoli, 1961
- Lauso il cristiano (Ihmiskunnan viholliset, 1964), traduzione di Bruno Oddera, Milano, Rizzoli, 1981
- La spirale dei sogni (The tree of dreams, 1965), traduzione di Annamaria Galli Zugaro Sidera, Milano, Rizzoli, 1970